# Port lotniczy Mohéli
Port lotniczy Mohéli (IATA: NWA, ICAO: FMCI) – port lotniczy położony na Mohéli, w Komorach.

## Linie lotnicze i połączenia
| Linia Lotnicza | Kierunek             |
| -------------- | -------------------- |
| Int'Air Îles   | 1. Anjouan 2. Moroni |